# احمد مجدلانی
احمد عبدالسلام حسن مجدلانی (زاده ۲۳ آوریل ۱۹۵۵ در دمشق) سیاستمدار فلسطینی و وزیر توسعه اجتماعی در دولت محمد شتیه است. او از سال ۲۰۰۹ به عنوان دبیرکل جبهه مبارزه مردمی فلسطین و کمیته اجرایی سازمان آزادی‌بخش فلسطین در این سازمان فعالیت می‌کند.
وی در سال ۱۹۷۸ از دانشکده حقوق و علوم اداری دانشگاه لبنان لیسانس علوم سیاسی گرفت و در سال ۱۹۸۲ دوره مدیریت و روابط سیاسی و بین‌المللی را از بلغارستان گذراند. او از سال ۱۹۸۷ دارای مدرک دکترای فلسفه اقتصاد از بلغارستان است.